# ريوإيتشي كاوازو
ريوإيتشي كاوازو (باليابانية: 河津 良一) (22 مايو 1992 في أوساكا في اليابان – )؛ هو لاعب كرة قدم كان يلعب كمدافع.

## وصلات خارجية
- ريوإيتشي كاوازو على موقع رابطة كرة القدم اليابانية للمحترفين (اليابانية)
- ريوإيتشي كاوازو على موقع قاعدة بيانات كرة القدم.إي يو (الإنجليزية)
- ريوإيتشي كاوازو على موقع Soccerway.com (الإنجليزية)